# Gluconeogeneză

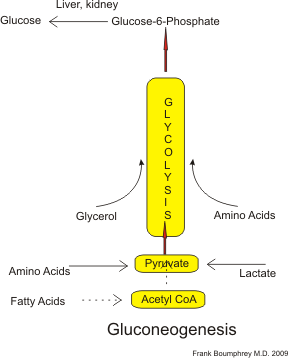
Calea gluconeogenezei, schemă simplificată

Gluconeogeneza este o cale metabolică care are ca rezultat generarea de glucoză din substraturi non-glucidice. Substraturile pot fi: aminoacizi glucogenici, glicerol sau intermediari ai altor metabolisme, precum piruvatul și lactatul.
Gluconeogeneza este unul dintre procesele utilizate de către organismul uman și al altor animale cu scopul de a menține nivelul glicemiei și de a evita instalarea unei stări hipoglicemice. Celelalte mecanisme sunt degradarea glicogenului (glicogenoliza) și catabolismul acizilor grași.
Gluconeogeneza este un proces metabolic întâlnit la plante, animale, fungi, bacterii și alte microorganisme. În cazul vertebratelor, gluconeogeneza are loc în principal la nivel hepatic și, într-un procent mai redus, la nivel renal. La rumegătoare, procesul are tendința de a fi continuu. În organismul multor animale, acest proces metabolic se produce în timpul unor perioade de post, inaniție, aport scăzut de glucide sau efort fizic crescut. Este un proces foarte endergonic până la cuplarea sa cu hidroliza ATP-ului sau GTP-ului, dar per total este un proces exergonic (calea de transformare a piruvatului în glucozo-6-fosfat necesită 4 molecule de ATP și 2 molecule de GTP).
Gluconeogeneza este un target pentru terapia diabetului zaharat de tipul 2, în care se folosește medicația antidiabetică orală; un exemplu ar fi metformina, care inhibă formarea de glucoză și stimulează intrarea acesteia în celule.

## Reglare
Gliconeogeneza e intensificată în situația unui aport insuficient de glucoză.